# Metarranthis hypochraria
Metarranthis hypochraria är en fjärilsart som beskrevs av Herrich-Schäffer 1858. Metarranthis hypochraria ingår i släktet Metarranthis och familjen mätare. Inga underarter finns listade i Catalogue of Life.